# Una cançó per a la Marion
Una cançó per a la Marion (originalment en anglès, Song for Marion) és una pel·lícula de comèdia dramàtica britànicoalemanya del 2012 escrita i dirigida per Paul Andrew Williams i protagonitzada per Terence Stamp, Gemma Arterton, Christopher Eccleston i Vanessa Redgrave. La pel·lícula va ser nominada a les categories de millor actor, millor guió i millor actriu secundària als premis British Independent Film de 2012. El 6 de gener de 2021 es va estrenar el doblatge en català a TV3.

## Argument
La Marion canta en una coral de jubilats i li agrada molt, està malalta i cantar li va molt bé. El seu marit l'acompanya a contracor als assajos i no vol saber res del que hi fan, i encara menys quan s'assabenta que es volen presentar a un concurs. Amb el fill, tampoc s'hi entén gens. Però, a mesura que la salut de la Marion, empitjora, ell ha d'anar canviant d'actitud, tant amb la coral, com amb el fill. I descobrirà que moltes vegades els sentiments són més fàcils d'expressar a través de la música.

## Repartiment
| - Terence Stamp com a Arthur - Vanessa Redgrave com a Marion - Gemma Arterton com a Elizabeth - Barry Martin com a Timothy - Taru Devani com a Sujantha - Anne Reid com a Brenda - Elizabeth Counsell com a Cheryl - Ram John Holder com a Charlie - Denise Rubens com a Marge - Arthur Nightingale com a Terry - Jumayn Hunter com a Steven - Christopher Eccleston com a James - Orla Hill com a Jennifer - Bill Thomas com a Bill - Willie Jonah com a Robert - Calita Rainford com a doctor |